# ГЕС Кукуле-Ганга
ГЕС Кукуле-Ганга — гідроелектростанція у Шрі-Ланці. Використовує ресурс із річки Кукуле-Ганга, лівої притоки Калу-Ганга (впадає до Лаккадівського моря за три десятки кілометрів на південь від Коломбо).
У межах проєкту річку перекрили бетонною водозабірною греблею висотою 16 метрів та довжиною 110 метрів, яка утримує невелике водосховище з площею поверхні 0,88 км2 та об'ємом 1,6 млн м3. Зі сховища через лівобережний масив прокладений дериваційний тунель довжиною 5,7 км з діаметром 6,4 метра, який по завершенні сполучений з вертикальною шахтою висотою 210 метрів. Верхні 90 метрів шахти знаходяться над рівнем тунелю та виконують функцію запобіжного балансувального резервуара з діаметром від 7,5 до 10 метрів. Решта 140 метрів з діаметром 4,8 метра відносяться до напірної шахти, яка у нижньому кінці сполучена з коротким — 60 метрів — горизонтальним напірним водоводом, котрий розділяється на дві гілки до двох гідроагрегатів станції.
Споруджений у підземному виконанні машинний зал має розміри 52х16 метрів при висоті 31 метр, а доступ персоналу до нього здійснюється через тунель довжиною 0,55 км. Крім того, існує окреме підземне приміщення для трансформаторного обладнання.
Станцію обладнали двома турбінами типу Френсіс потужністю по 35,2 МВт, які при напорі у 185 метрів повинні забезпечувати виробництво 317 млн кВт·год електроенергії на рік.
Відпрацьована вода повертається у річку по відвідному тунелю довжиною 1,6 км з перетином 3,7 × 4,7 метра та каналу довжиною 0,1 км.
Видача продукції відбувається по ЛЕП, розрахованій на роботу під напругою 132 кВ.